# 橫路孝弘
橫路孝弘（日语：／ Yokomichi Takahiro，1941年1月3日—2023年2月2日），日本政治人物，民進黨籍。歷任眾議院議員（合計當選11期）、眾議院議長（第73代）、眾議院副議長（第63代）、北海道知事（民選第10—12代）。父親是日本社會黨的眾議院議員橫路節雄。

## 簡介
東京大學法學部畢業後成為律師。1969年父親橫路節雄突然病逝，橫路孝弘獲得日本社會黨公認參加補選當選成為眾議院議員，之後連續當選五屆，被稱為「社會黨王子」。
1972年，違背與每日新聞社政治部記者西山太吉的承諾，在眾議院預算委員會的質詢中，公開機密的外務省電報複印件，引發西山事件。
1983年辭去眾議員職務，參選北海道知事成功當選，之後連續當選三屆。知事任內積極推動一村一品運動，活化地方經濟；成功為札幌申辦第一屆亞洲冬季運動會。但是1988年舉辦的地方博覽會「世界·食之祭典」產生近90億日元的巨額赤字，還使相關人物引咎自殺，北海道議會對橫路提出問責決議，道民也揶揄「食之祭典」是「震驚祭典」（Shock之祭奠，「Shock」與「食」發音相似）。道廳職員接受不正當利益也成為社會問題。道路建設方面，將小樽運河的一半長度填平作馬路使用。
1995年知事退任後，社會黨邀請他復黨，指望橫路能帶領社會黨走出困境，但橫路對社會黨已失去興趣。1996年，加入舊民主黨並重新當選眾議院議員一直連任至今。
1999年，曾挑戰鳩山由紀夫參選新民主黨代表，但其「護憲」的立場得不到黨內的多數認同，最終敗北。
2005年，成為眾議院副議長。2009年大選民主黨大勝，實現政權更迭，橫路也當選為第63代眾議院議長，也是首位民主黨籍的議長。
2012年大選，在北海道1區敗給了自民黨的新人，但惜敗率較高，在北海道比例區復活當選。

## 外部連結
- 橫路孝弘 官方網站 （页面存档备份，存于）
- 民主黨北海道網站

| 議會席位          | 議會席位                                     | 議會席位          |
| ----------------- | -------------------------------------------- | ----------------- |
| 前任： 河野洋平   | 眾議院議長 第73代：2009年—2012年             | 繼任： 伊吹文明   |
| 前任： 中野寛成   | 眾議院副議長 第63代：2005年—2009年           | 繼任： 衛藤征士郎 |
| 前任： 佐藤靜雄   | 眾議院內閣委員長 2001年                      | 繼任： 大畠章宏   |
| 官衔              |                                              |                   |
| 前任： 堂垣內尚弘 | 北海道知事 民選第10、11、12代：1983年—1995年 | 繼任： 堀達也     |
| 政党职务          |                                              |                   |
| 前任： 結成       | 民主黨總務會長 初代：1998年—1999年           | 繼任： 廢止       |